# As-Saura (dzielnica)
As-Saura (arab. ‏الثورة‎, czyli Rewolucja) – jedna z dzielnic Bagdadu, zamieszkana głównie przez szyitów.
Wybudowana została w 1959 roku za wskazaniem ówczesnego premiera Iraku, Abd al-Karima Kasima, jako odpowiedź na rosnące zapotrzebowanie lokalowe w Bagdadzie, zapewniając miejsce zamieszkania dla ubogich mieszkańców prowincji, przybywających do stolicy w celu osiedlenia się. W latach 80., po przejęciu władzy przez Saddama Husajna dzielnica nazwana została "Miastem Saddama" (Madinat Saddam). Po obaleniu władzy Saddama Husajna w 2003 roku nazwę zmieniono na "Miasto as-Sadra" (arab. مدينة الصدر, Madinat as-Sadr), na pamiątkę ajatollaha Muhammada Sadika as-Sadra, zamordowanego przez zwolenników Husajna.